# Baylul
Baylul (Amharisch und Tigrinya በይሉል Bäylul, arabisch بيلول; auch Beylul oder Beilul) ist ein kleiner Hafenort am Roten Meer in der Region Debubawi Kayih Bahri in Eritrea. Er liegt an der Küste des von Afar (Danakil) bewohnten Gebietes.
Jerónimo Lobo besuchte Baylul 1625 und beschrieb es als kleine Ortschaft mit einigen Strohhütten und nicht mehr als 50 Bewohnern. Der Weg landeinwärts führte durch praktisch wasserloses Land und war wegen feindlich gesinnter Stämme gefährlich. Baylul unterstand damals dem Afar-Sultanat Awsa.
Als Massawa vom Osmanischen Reich besetzt wurde, versuchte der äthiopische Kaiser Fasilides über Baylul eine neue Handelsroute zu erschließen. Seine Wahl fiel auf Baylul, weil dieser Ort jenseits des osmanischen Einflussbereichs und direkt gegenüber dem Hafen Mokka im Jemen lag. 1642 sandte er eine Grußbotschaft an den Imam des Jemen al-Mu'ayyad Mohammed, um dessen Unterstützung für dieses Vorhaben zu gewinnen. Da al-Mu'ayyad Mohammed und dessen Sohn al-Mutawakkil Isma'il annahmen, Fasilides sei an einer Konversion zum Islam interessiert, wurde 1646 eine jemenitische Gesandtschaft nach Gondar entsandt. Als den Jemeniten Fasilides’ tatsächliche Motive klar wurden, sank ihre Begeisterung jedoch, und das Vorhaben wurde aufgegeben.
Bis Ende des 19. Jahrhunderts stand Baylul unter ägyptischer Herrschaft. Am 25. Januar 1885 wurde der Ort von Italienern besetzt und zunächst der italienischen Kolonie Assab angegliedert, doch schon 1890 wurde Assab mit Massawa zur Kolonie Eritrea zusammengelegt. Seit 1991 bzw. 1993 ist Baylul Teil des unabhängigen Eritrea.
Heute wird Baylul von Afar-Händlern und -Fischern und gelegentlich von Arabern aufgesucht und hat weit weniger Bedeutung als die nahegelegene Hafenstadt Assab.